# Marco Pittoni
Marco Pittoni (Sondrio, 30 settembre 1975 – Nocera Inferiore, 6 giugno 2008) è stato un tenente dell'Arma dei Carabinieri, insignito di Medaglia d'oro al valor militare alla memoria per i fatti del 6 giugno 2008 che lo videro protagonista.

## Biografia
Il tenente Marco Pittoni nacque a Sondrio il 30 settembre del 1975 dove prestava servizio il padre, anche lui carabiniere. Visse in Sardegna a Giba e a Sarroch. Si diplomò nel 1994 presso il Liceo Scientifico “Emilio Lussu” di Sant’Antioco, arruolandosi successivamente nei Carabinieri come il padre, nel 1997. Quale Maresciallo fu destinato nel 1999 in Piemonte come istruttore alla scuola allievi carabinieri di Fossano. 
Dopo tre anni di impiego operativo in Sardegna presso la Compagnia di Bitti (2003-2006), frequentò il corso ruolo speciale alla Scuola Ufficiali Carabinieri di Roma, al termine del quale fu nominato sottotenente. Nel settembre 2007 assunse il comando della Tenenza dei Carabinieri di Pagani (Salerno).
Il 6 giugno 2008 si trovava in borghese insieme ad un altro carabiniere nell'ufficio postale di Pagani, quando fecero irruzione tre rapinatori. Il tenente Marco Pittoni intimò di arrendersi ai malviventi, che in pochi attimi iniziarono a sparare contro i carabinieri. Con sangue freddo, Pittoni disarmò e immobilizzò uno dei rapinatori, senza usare la propria arma d'ordinanza, per evitare di colpire accidentalmente le persone presenti nell'ufficio postale. Venne però colpito da due proiettili, alla gola e all'addome, sparati da un altro rapinatore, che Pittoni stava cercando ugualmente di bloccare. Nonostante la forte emorragia, il tenente Pittoni ebbe ancora la forza di inseguire i malviventi, fino al suo ultimo respiro, quando si accasciò esanime al suolo. Morì all'ospedale Umberto I di Nocera Inferiore dopo un'operazione chirurgica.
A sparare i colpi mortali fu Carmine Maresca, appena sedicenne, figlio di Luigi, esponente di spicco del clan Gionta. Il baby killer, durante la fuga dall'ufficio postale, venne ferito a un braccio dai colpi sparati dall'altro carabiniere che era con Pittoni. Tutti gli autori della rapina furono individuati e arrestati nel giro di pochi giorni. L'ultimo ad essere arrestato, il 12 giugno, fu il giovane Maresca, che si trovava a Sabaudia, dove la famiglia lo aveva fatto trasferire per la latitanza. Un anno prima, a soli 15 anni, Maresca aveva già partecipato a un altro omicidio: un'esecuzione camorristica commessa per conto del clan Gionta.
Il 14 maggio 2009 al tenente Marco Pittoni fu conferita postuma la Medaglia d'oro al valor militare. La motivazione sottolinea il suo “insigne coraggio”, evidenziando come abbia scelto di non usare l’arma in dotazione per non mettere a rischio le persone presenti.

## Riconoscimenti
In seguito alla sua morte, molte istituzioni hanno onorato la sua memoria. A Pagani, gli sono state intitolate una strada e l’Istituto Professionale Statale per i Servizi Enogastronomici e l’Ospitalità Alberghiera (IPSSEOA). Inoltre, l’Università di Siena gli ha conferito una laurea ad honorem in Scienze dell’Amministrazione nel dicembre 2009. Diverse caserme dei Carabinieri in varie città italiane portano il suo nome, tra cui quelle di Giba e Morbegno, e una palestra pubblica a Torre Annunziata è stata dedicata a lui. Il 21 settembre 2019 è stata ufficialmente intitolata al Tenente Marco Pittoni, la Sezione dell’Associazione Nazionale Carabinieri di Montà d’Alba.